# Fenton, Michigan
Fenton är en ort i Genesee County, Livingston County, och Oakland County, i Michigan. Orten har fått sitt namn efter politikern William M. Fenton. Vid 2010 års folkräkning hade Fenton 11 756 invånare.